# کراسننسکی (آدیغیه)
کراسننسکی (به لاتین: Krasnensky) یک منطقهٔ مسکونی در روسیه است که در آدیغیه واقع شده‌است.